# Жуковский, Феликс
Феликс Жуковский (пол. Feliks Żukowski; 30 мая 1904 — 17 января 1976, Лодзь, Польша) — польский актёр театра, кино, радио и телевидения, также театральный режиссёр и директор театра.

## Биография
Феликс Жуковский родился в Риге. Дебютировал в театре в Вильнюсе в 1922 г. В 1939 году после начала Второй мировой войны, был призван в армию, попал в плен вермахта, бежал. Стал членом подпольной организации Армии Крайовой. В 1944—1945 годах — заключённый концлагеря Заксенхаузен.
После окончания войны служил в разных театрах (Люблина, Вильнюса, Ченстоховы, Варшавы, Лодзи), был директором Театра имени Ярача в Лодзи (в 1953—1955 и 1960—1971 годах). Выступал в спектаклях «театра телевидения» с 1958 года и в радиопередачах.
Умер в Лодзи, похоронен на Старом кладбище в Лодзи.

## Избранная фильмография
| Год  | Русское название                              | Оригинальное название      | Роль                              |
| ---- | --------------------------------------------- | -------------------------- | --------------------------------- |
| 1933 | Бродяга                                       | Przybłęda                  | Дметро                            |
| 1934 | Чёрная жемчужина                              | Czarna perła               | полицейский                       |
| 1934 | Молодой лес                                   | Młody las                  |                                   |
| 1934 | Обеты уланские                                | Śluby ułańskie             |                                   |
| 1934 | Дочь генерала Панкратова                      | Córka generała Pankratowa  | революционер на собрании          |
| 1935 | Антек-полицмейстер                            | Antek Policmajster         | арестант                          |
| 1935 | Любовные маневры                              | Manewry miłosne            | гусар                             |
| 1936 | Роза                                          | Róża                       |                                   |
| 1936 | Тайна мисс Бринкс                             | Tajemnica panny Brinx      | секретарь Ульберта                |
| 1937 | Господин редактор безумствует                 | Pan redaktor szaleje       |                                   |
| 1938 | Костюшко под Рацлавицами                      | Kościuszko pod Racławicami |                                   |
| 1938 | Роберт и Бертран                              | Robert i Bertrand          | жених                             |
| 1938 | Флориан                                       | Florian                    | сержант Браун                     |
| 1938 | Сердце матери                                 | Serce matki                | Антоний                           |
| 1939 | Гений сцены                                   | Geniusz sceny              | слушатель                         |
| 1939 | Чёрные бриллианты                             | Czarne diamenty            | Жучек                             |
| 1939 | Золотая Маска                                 | Złota maska                | Печинга                           |
| 1946 | Запрещённые песенки                           | Zakazane piosenki          | Юрек, командир Романа и Рышарда   |
| 1946 | В крестьянские руки                           | W chłopskie ręce           | Франек Крук                       |
| 1947 | Светлые нивы                                  | Jasne Łany                 | Якуб Ручай, мельник               |
| 1948 | Стальные сердца                               | Stalowe serca              | Михал Вонтор                      |
| 1953 | Солдат Победы                                 | Żołnierz Zwycięstwa        |                                   |
| 1953 | Приключение на Мариенштате                    | Przygoda na Mariensztacie  | директор объединения              |
| 1953 | Пятеро с улицы Барской                        | Piątka z ulicy Barskiej    | редактор                          |
| 1953 | Трудная любовь                                | Trudna miłość              | секретарь Клысь                   |
| 1953 | Целлюлоза                                     | Celuloza                   | хорунжий Павловский               |
| 1954 | Автобус отходит в 6.20                        | Autobus odjeżdża 6.20      | Горгось                           |
| 1954 | Недалеко от Варшавы                           | Niedaleko Warszawy         | Шимон Бугай, отец Ванды           |
| 1955 | Три старта                                    | Trzy starty                | спортивный судья                  |
| 1957 | Сокровище капитана Мартенса                   | Skarb kapitana Martensa    | капитан Мартенс                   |
| 1960 | Крестоносцы                                   | Krzyżacy                   | Калеб, священник из Спыхова       |
| 1961 | История желтой туфельки                       | Historia żółtej ciżemki    | стражник                          |
| 1961 | Минувшее время                                | Czas przeszly              | поляк, скрывающих еврейскую семью |
| 1963 | Мансарда                                      | Mansarda                   | пан З.                            |
| 1964 | Барышня в окошке                              | Panienka z okienka         | купец                             |
| 1966 | Возвращение на Землю                          | Powrót na ziemię           | мужчина в ресторане               |
| 1968 | Ставка больше, чем жизнь (только в 7-й серии) | Stawka większa niż życie   | полковник Корнель                 |
| 1969 | Варшавские эскизы                             | Szkice warszawskie         | портной                           |
| 1973 | Майор Хубаль                                  | Hubal                      | хозяин конного завода             |
| 1974 | Первый правитель                              | Gniazdo                    | архиепископ                       |

## Признание
- 1942 — Крест Храбрых.
- 1952 — Государственная премия ПНР 2-й степени.
- 1961 — Офицерский крест ордена Возрождения Польши.
- 1985 — Награда Министерства национальной обороны ПНР 2-й степени.
- 1966 — Нагрудный знак 1000-летия польского государства.
- 1973 — Командорский крест ордена Возрождения Польши.